# Санта-Рита-ду-Тривелату
Санта-Рита-ду-Тривелату (порт. Santa Rita do Trivelato) — муниципалитет в Бразилии, входит в штат Мату-Гросу. Составная часть мезорегиона Север штата Мату-Гроссу. Входит в экономико-статистический микрорегион Алту-Телис-Пирис. Население составляет 1763 человека на 2006 год. Занимает площадь 3345,196 км². Плотность населения — 0,5 чел./км².
Праздник города — 28 декабря.

## История
Город основан 1 января 2001 года. 

## Статистика
- Валовой внутренний продукт на 2003 год составляет 93 465 990,00 реалов (данные: Бразильский институт географии и статистики).
- Валовой внутренний продукт на душу населения на 2003 год составляет 63 110,05 реалов (данные: Бразильский институт географии и статистики).